# Alfred Pippard
Alfred John Sutton Pippard MBE FRS (Yeovil, Somerset, 6 de abril de 1891 – Putney, Londres, 2 de novembro de 1969) foi um engenheiro civil e professor britânico.
Filho de um carpinteiro e marceneiro, passou a maior parte de sua juventude auxiliando seu pai em obras. Inicialmente foi suposto que iria seguir a profissão de seu pai, porém decidiu estudar engenharia civil na Universidade de Bristol, tornando-se auto-suficiente obtendo uma bolsa de estudos por mérito acadêmico (exhibition. Pippard trabalhou para um escritório de consultoria em engenharia em Bristol e para a Welsh Water no início de carreira. Obteve neste período um mestrado.

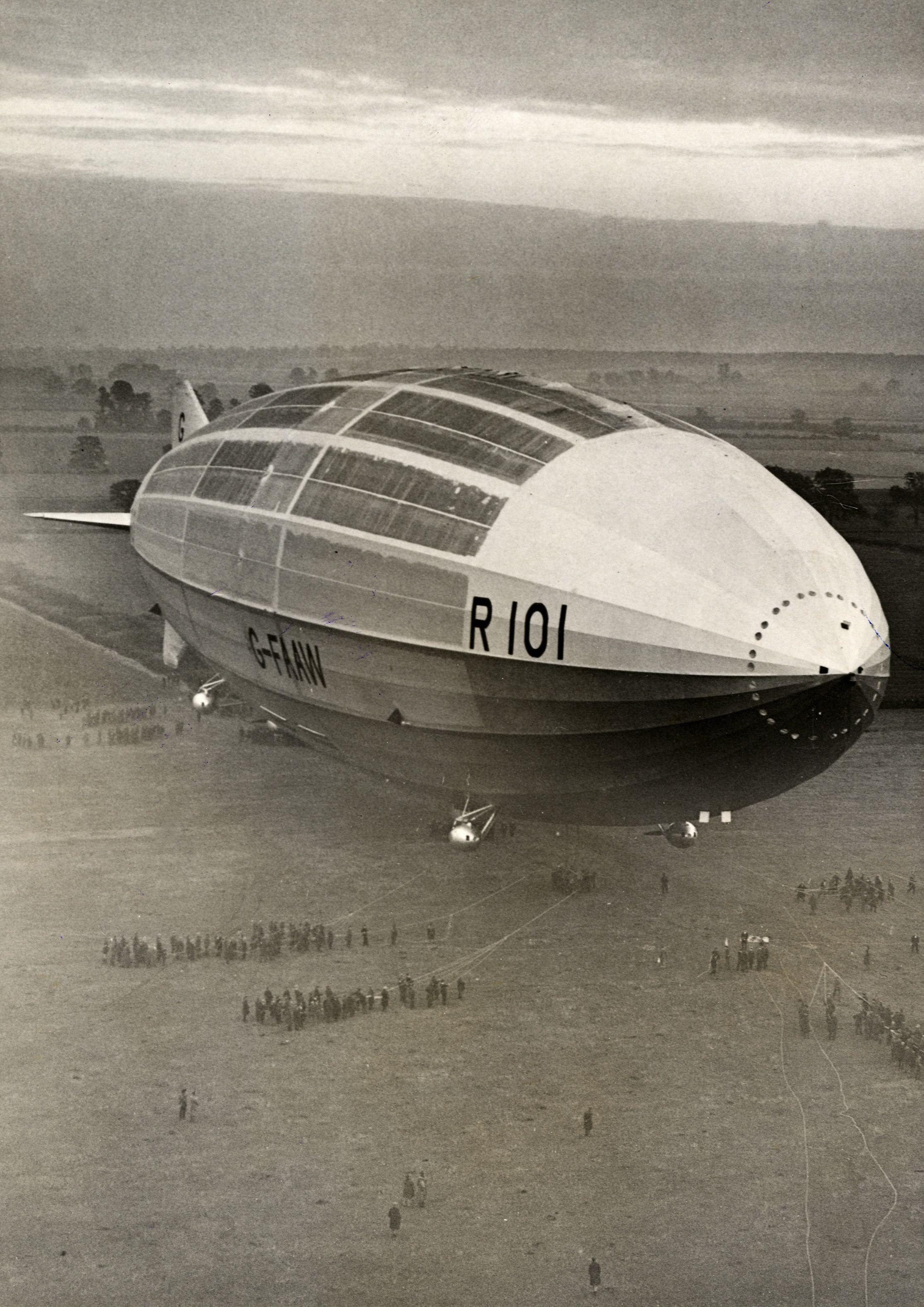
Voo experimental do R101

No início da Primeira Guerra Mundial Pippard entrou para o Departamento Aéreo do Almirantado Britânico, onde estudou tensão em aeronaves. Depois da guerra juntou-se a uma empresa de consultoria de engenharia aeronáutica com muitos de seus colegas e se envolvido em casos de investigação de acidentes. Obteve um doutorado na Universidade de Bristol em 1920 e assumiu a cátedra de engenharia civil da Universidade Cardiff em 1922. Iniciou assim uma longa carreira acadêmica em Cardiff, Bristol e no Imperial College London, durante a qual foi responsável pela análise dos métodos usados no projeto dos dirigíveis R100 e R101. O inquérito público sobre o acidente deste último, que terminou com a participação britânica no desenvolvimento de dirigíveis, não encontrou falhas no trabalho de Pippard, mas ele retirou-se do campo da engenharia aeronáutica - sentindo profundamente a perda de vários de seus amigos entre os 48 mortos no desastre.
Durante a Segunda Guerra Mundial Pippard foi membro do Comitê de Pesquisa de Defesa Civil (Civil Defence Research Committee) que se reuniu em Princes Risborough, e continuou lecionando no Imperial College London. Pippard foi membro do conselho da Institution of Civil Engineers durante quinze anos e seu presidente no período 1958-1959. Durante sua carreira tardia presidiu a investigação de quinze anos sobre a poluição na região afetada pelas marés no rio Tâmisa (área referenciada como tideway), período em que foi criticado pela imprensa. Foi eleito membro da Royal Society em 1954 e foi pro-reitor do Imperial College London no ano seguinte. Aposentou-se em 1956 e começou uma turnê de palestras dos Estados Unidos, recebeu graus honorários da Universidade de Bristol, Universidade de Birmingham e Universidade de Brunel. 